# Себян-Кюёль
Себя́н-Кюёль (эвен. Хөвэн Төӈэ̄рэн якут. Сэбээн Күөл) — село в Кобяйском улусе Республики Саха (Якутия) России. Административный центр и единственный населённый пункт Ламынхинского наслега.

## География
Село находится в центральной части Якутии, в пределах горно-таёжной зоны западной части Верхоянья, на берегах реки Суланичан, вблизи места впадения в неё реки Момыя, на расстоянии примерно 191 км (по прямой) к северо-востоку от посёлка Сангар, административного центра улуса.
Абсолютная высота — 781 м над уровнем моря.
Климат
Климат характеризуется как резко континентальный, с продолжительной морозной зимой и коротким летом. Средняя температура воздуха самого тёплого месяца (июля) составляет 18 °C; самого холодного (января) — −36 °C. Среднегодовое количество атмосферных осадков составляет 500—600 мм. Снежный покров держится в течение 205—215 дней в году.
Часовой пояс
Село Себян-Кюёль находится в часовой зоне МСК+6. Смещение применяемого времени относительно UTC составляет +9:00.

## Население
| 2002 | 2010 | 2012 | 2013 | 2014 | 2015 | 2016 |
| ---- | ---- | ---- | ---- | ---- | ---- | ---- |
| 765  | ↗796 | ↘787 | ↘781 | ↘773 | ↗784 | ↗786 |
| 2017 | 2018 | 2019 | 2020 | 2021 |      |      |
| ↘770 | ↘767 | ↗780 | ↘774 | →774 |      |      |

Половой состав
По данным Всероссийской переписи населения 2010 года, в гендерной структуре населения мужчины составляли 49,7 %, женщины — соответственно 50,3 %.
Национальный состав
Согласно результатам переписи 2002 года, в национальной структуре населения эвены составляли 85 % из 765 чел.

## Улицы
| - ул. Бургавли, - ул. Е.С. Попова, - ул. Заречная, - ул. Кривошапкина А.В., | - пл. Ламутского, - ул. Оленеводческая, - ул. Школьная. |

## Транспорт
Проходит автомобильная дорога регионального значения98К-021 «Себян» (Батамай — Сегян-Кюёль — Себян-Кюёль — Суордах — Дулгалах — автодорога 98К-009 «Верхоянье»).